# Aromatização
A aromatização é uma reação química na qual um sistema aromático é formado. Também pode referir-se à produção de uma nova moiety aromática numa molécula que já é aromática.